# Familia Bebek

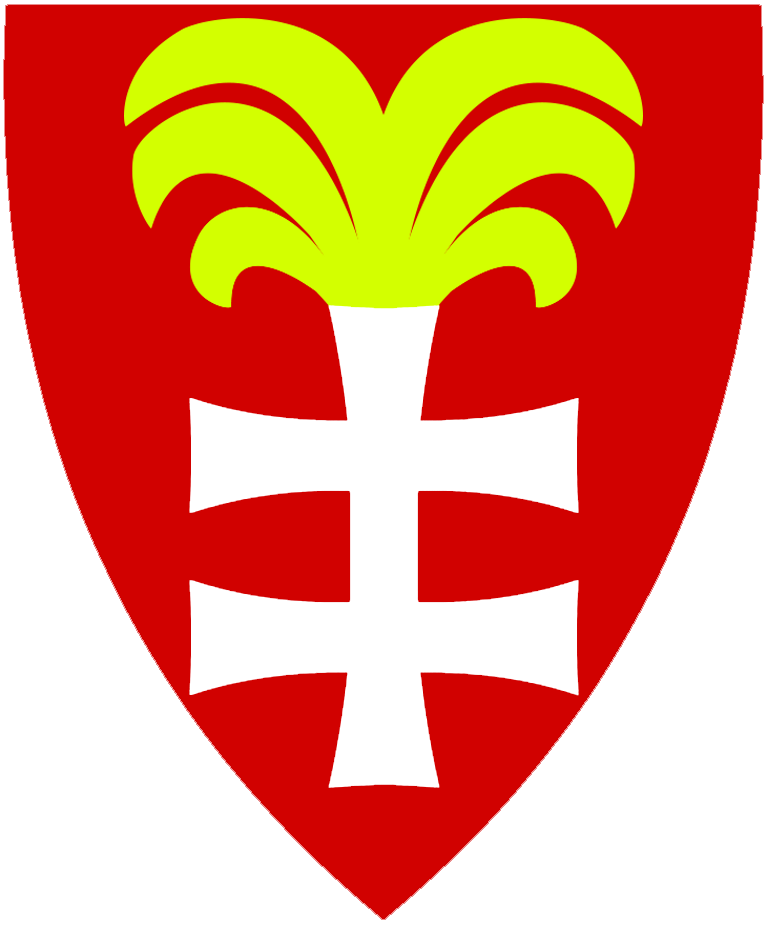
Stema familiei Bebek

Bebek (sau Bubek) este numele unei vechi familii nobiliare maghiare. Istoria acestei familii este legată de zonele din Slovacia actuală, în special în regiunea Gemer, unde și-au avut stăpânirea. Familia Bebek de asemenea a avut un rol minor în Transilvania și Banat, având roluri politice cum ar fi bani de Severin.